# فكر شي جين بينغ حول الدبلوماسية
فكر شي جين بينغ حول الدبلوماسية (بالصينية: 习近平外交思想)  هي عقيدة السياسة الدبلوماسية والخارجية الحالية لجمهورية الصين الشعبية. وهي جزء من فكر شي جين بينغ الأوسع، وأحد مكونات أيديولوجية الحزب الشيوعي الصيني الحديث المستمدة من الأمين العام للحزب الشيوعي الصيني شي جين بينغ. وفقًا لوزير الخارجية الصيني وانغ يي، فإن فكر شي جين بينغ حول الدبلوماسية هو "المبدأ التوجيهي الأساسي للعمل الدبلوماسي الصيني وهو معلم تاريخي في النظرية الدبلوماسية للصين الجديدة".  والنقطة الرئيسية في فكر شي جين بينغ حول الدبلوماسية هي توجيه أكبر قدر ممكن من الدبلوماسية إلى المستوى الثنائي، مع الاستمرار في دعم البنية الرسمية للنظام الدولي.  فيما يتعلق بالسياسة الخارجية الصينية، حل مبدأ "دبلوماسية الدولة الكبرى" (بالصينية: 大国外交) الذي تبناه شي جين بينج محل شعار "الحفاظ على الهدوء وبناء القوة" (بالصينية: 韬光养晦) الذي كان سائدًا في عهد دينج شياو بينج في وقت سابق، وأضفى الشرعية على دور أكثر نشاطًا للصين على الساحة العالمية، وخاصة فيما يتعلق بإصلاح النظام الدولي، والانخراط في منافسة أيديولوجية مفتوحة مع الغرب، وتولي مسؤولية أكبر عن الشؤون العالمية بما يتوافق مع قوة الصين ومكانتها الصاعدة. 

## تاريخ
خلال السنوات الخمس الأولى من قيادة شي جين بينج تضاعفت ميزانية الدبلوماسية. 
في عام 2017، أدرج عضو مجلس الدولة يانغ جيه تشي مصطلح "التغييرات العظيمة غير المسبوقة منذ قرن" في خطاب الحزب الشيوعي الصيني، واصفًا إياه بأنه مبدأ توجيهي لفكر شي جين بينج بشأن الدبلوماسية. 
وبحسب وكالة أنباء شينخوا، تم اعتماد فكر شي جين بينج بشأن الدبلوماسية رسميًا خلال المؤتمر المركزي للعمل المتعلق بالشؤون الخارجية في عام 2018. 
في يوليو 2020، افتتحت وزارة خارجية جمهورية الصين الشعبية مركزًا بحثيًا لدراسة فكر شي جين بينج بشأن الدبلوماسية.  يعد المركز جزءًا من معهد الصين للدراسات الدولية. 

## استقبال
ولاحظ المراقبون الأجانب أن الصين وبقية العالم تلعب بقواعد مختلفة في ظل فكر شي جين بينج بشأن الدبلوماسية. انتقد هذا التأييد الملحوظ للاستثنائية الصينية باعتباره مشكلة.  يبدو أن دبلوماسية محارب الذئب تحظى بقبول إيجابي من قبل الجمهور المحلي، وخاصة أولئك الذين لديهم وجهة نظر أكثر نحو القومية الصينية. 
من الناحية النظرية، تم رسم أوجه التشابه مع نظرية العلاقات الدولية الماوية،  وعلى وجه الخصوص نظرية العوالم الثلاثة لماو تسي تونج. 
وُصفت مبادرة الأمن العالمي بأنها "تجسيد ملموس" لفكر شي جين بينج بشأن الدبلوماسية. 